# Ana de Negro
Ana de Negro es una telenovela colombiana realizada por RTI Televisión en 1990-1991 para Cadena Uno. Protagonizada por los actores Luly Bossa y Danilo Santos. Original de Gisela Fabelo.

## Sinopsis
La historia de Ana una joven humilde, enamorada de Alejandro, un muchacho apuesto y adinerado; la vida se encargará de cambiar su alegría y sonrisa por amargura y dureza. Convertida en una prestigiosa diseñadora adinerada y opulenta, distinguida por vestir siempre de negro, se reencontrará con el amor de juventud. Ubicada en los años 50s que recreaba la moda y la música como el rock and roll, unos años después, en los 70´s en la que se dio énfasis a la moda, peinados, maquillaje, looks de esta icónica década.

## Reparto
- Luly Bossa - Ana
- Danilo Santos - Alejandro Benavides
- Marcela Gallego - Mercedes Benavides
- Adriana Herran - Bertica
- Isabel de Bossa - María
- Lucy Martínez
- Lucero Galindo
- Hugo Gómez
- Sebastian Ospina
- Liesel Potdevin - Ana María
- Stella Rivero
- Álvaro Ruiz
- Maurizio Konde - Juan Gómez
- Samara de Córdova
- Fernando Corredor
- Carlos Mario Echavarria
- Martha Ligia Romero
- Gustavo Londoño
- Ana Mojica - Juanita
- Luz Helena Villegas
- Norma Pinzon - Carolina Montemayor
- Andrés Felipe Martínez - Hernando
- Yadira Sánchez
- Constanza Gutiérrez - Mariela
- Daniel Velasquez
- Sasakia Loochkartt
- Patricia Díaz
- Juan Sebastián Aragón
- Deisy Lemus
- Natalia Giraldo